# Кам'янка (Кросненський повіт)
Кам'янка (пол. Kamionka) — знищене лемківське село в Польщі, у гміні Дукля Кросненського повіту Підкарпатського воєводства.

## Історія
Збудована о. Іваном Грозевичем в 1702 р. дерев'яна церква служила до 1922 р., коли була збудована нова. До 1720 р. церква була парохіяльною, після чого стала дочірньою для парохії Завадка Риманівська. Метричні книги велися з 1784 р.
З 1855 до 1867 р. село належало до Риманівського повіту. Від 1867 до 1972 року територія села належала до Сяніцького повіту, який у 1920—1939 роках належав до Львівського воєводства. 1.08.1934 село було позбавлене права самоврядності і включене до об'єднаної сільської гміни Яслиська.
На 1.01.1939 в селі проживало 410 мешканців — усі українці. В селі була збудована в 1922 році дерев'яна церква Перенесення Мощей св. О. Николая, яка належала до греко-католицької парафії Завадка Риманівська Риманівського деканату Апостольської адміністрації Лемківщини. В селі школа переведена польською владою на «двомовну» з викладанням виключно польською мовою. Діяли в селі читальня і гурток товариства «Рідна школа».
Після Другої світової війни Лемківщина, попри сподівання лемків на входження в УРСР, була віддана Польщі, а корінне українське населення примусово-добровільно вивозилося в СРСР. Згодом, у період між 1945 і 1947 роками, у цьому районі тривала боротьба підрозділів УПА проти терору радянських і польських військ. Задокументовані українські жертви, вбиті поляками з Любатови. 10-15 травня 1947  в результаті операції «Вісла» з села були депортовані на понімецькі землі останні 34 українці., село було зруйноване і в ньому ніхто більше не проживав.
У 1975—1998 роках територія села належала до Кросненського воєводства.